# Гура Вадулуј (Прахова)
Гура Вадулуј (рум. Gura Vadului) насеље је у Румунији у округу Прахова у општини Гура Вадулуј. Oпштина се налази на надморској висини од 189 m.

## Становништво
Према подацима из 2002. године у насељу је живело 2550 становника, од којих су сви румунске националности.

### Хронологија
| Година       | 1992 | 1993 | 1994 | 1995 | 1996 | 1997 | 1998 | 1999 | 2000 | 2001 | 2002 | 2003 | 2004 | 2005 | 2006 | 2007 | 2008 | 2009 | 2010 | 2011 | 2012 | 2013 | 2014 | 2015 | 2016 | 2017 |
| ------------ | ---- | ---- | ---- | ---- | ---- | ---- | ---- | ---- | ---- | ---- | ---- | ---- | ---- | ---- | ---- | ---- | ---- | ---- | ---- | ---- | ---- | ---- | ---- | ---- | ---- | ---- |
| Становништво | 2661 | 2645 | 2605 | 2574 | 2547 | 2533 | 2526 | 2559 | 2560 | 2538 | 2539 | 2528 | 2512 | 2487 | 2469 | 2459 | 2444 | 2413 | 2385 | 2336 | 2325 | 2296 | 2285 | 2254 | 2252 | 2220 |